# Michael Staksrud
Michael Staksrud (* 2. Juni 1908 in Gran; † 10. November 1940) war ein norwegischer Eisschnellläufer.
Staksrud gehörte zum sogenannten „Hadeland-Trio“, das neben ihm aus den Eisschnellläufern Ivar Ballangrud und Hans Engnestangen bestand und den Eisschnelllauf in den 1930er Jahren dominierte.
Staksrud wurde 1930, 1935 und 1937 jeweils in Oslo Mehrkampf-Weltmeister. 1932 und 1933 gewann er die Silbermedaille hinter Ivar Ballangrud, bzw. Hans Engnestangen.
Außerdem siegte er bei den Europameisterschaften 1934 in Hamar und 1937 in Davos.
Obwohl er an drei Olympischen Spielen teilnahm, gewann Staksrud keine olympische Medaille.
Staksrud führte den Adelskalender zwischen 1937 und 1939 für 728 Tage an. Sein Höchstwert im Adelskalender betrug 189,750 Punkte.
Er stellte zwei Weltrekorde auf. Am 25. Februar 1933 in Hamar überbot er in direkter Konkurrenz mit dem bisherigen Weltrekordhalter Engnestangen den bestehenden Weltrekord auf der Distanz über 3000 Meter mit 4:59,1 min um eine Zehntelsekunde. Ein weiterer Weltrekord gelang ihm am 31. Januar 1937 über 1500 Meter in Davos, wo er 2:14.9 lief. Im selben Jahr wurde er mit der Morgenbladet-Goldmedaille geehrt.
Staksrud ertrank 32-jährig.

## Persönliche Bestzeiten
| Strecke  | Zeit        | Datum            | Ort   |
| -------- | ----------- | ---------------- | ----- |
| 500 m    | 42,8 s      | 30. Januar 1937  | Davos |
| 1000 m   | 1:32,3 min  | 3. Februar 1929  | Hamar |
| 1500 m   | 2:14,4 min  | 29. Januar 1939  | Davos |
| 3000 m   | 4:55,2 min  | 12. Februar 1933 | Davos |
| 5000 m   | 8:19,9 min  | 4. Februar 1933  | Hamar |
| 10.000 m | 17:23,2 min | 5. Februar 1928  | Davos |